# زبان‌شناسی بالینی
زبان‌شناسی بالینی زیرشاخه‌ای در زبان‌شناسی کاربردی است. توصیف، تحلیل و درمان ناتوانی‌های زبانی، به‌ویژه کاربرد نظریه زبان‌شناسی در حوزه گفتاردرمانی در کانون توجه زبان‌شناسی بالینی قرار دارند. مطالعه جنبه زبانی اختلالات ارتباطی با درک وسیع‌تری از زبان و نظریه زبانی مرتبط است.
انجمن بین‌المللی آواشناسی و زبان‌شناسی بالینی سازمانی غیررسمی مربوط به این رشته‌ است و در سال ۱۹۹۱ میلادی تشکیل شد. مجله زبانشناسی و آواشناسی بالینی مهم‌ترین مجله تحقیقاتی در این زمینه است. این مجله را مارتین جی بال، زبان‌شناس ولزی، تأسیس کرد.
فعالان حوزه زبان‌شناسی بالینی معمولاً در بخش‌های گفتاردرمانی و زبان یا دپارتمان‌های دانشگاهی زبان‌شناسی کار می‌کنند. فعالان این حوزه تحقیقاتی را با هدف بهبود ارزیابی، درمان و تجزیه و تحلیل گفتار و زبان نابسامان و ارائه بینش به نظریه‌های صوری زبانی انجام می‌دهند. اکثر مجلات زبان‌شناسی بالینی موجود هنوز فقط بر زبان انگلیسی تمرکز دارند اما با این حال یک حرکت نوظهور به سمت زبان‌شناسی بالینی مقایسه‌ای و تطبیقی در چندین زبان دیگر نیز در حال رشد است.

## یادکردها
1. ↑  Crystal, David (2013-04-01). "Clinical linguistics: Conversational reflections". Clinical Linguistics & Phonetics. 27 (4): 236–243. doi:10.3109/02699206.2012.726312. ISSN 0269-9206. PMID 23339337.